# 勒马日
勒马日（法語：Le Mage，法語發音：[lə maʒ] ⓘ）是法国奥恩省的一个市镇，属于莫尔塔涅欧佩什区。

## 地理
勒马日（48°30'34"N, 0°48'12"E）面积25.34 平方千米，位于法国诺曼底大区奧恩省，该省份为法国西北部内陆省份，北起顺时针与卡爾瓦多斯省、厄尔省、厄尔-卢瓦省、萨尔特省、马耶讷省和芒什省接壤。
与勒马日接壤的市镇（或旧市镇、城区）包括：比祖、隆尼莱维拉日、穆捷欧佩什、佩尔什地区雷马拉尔。

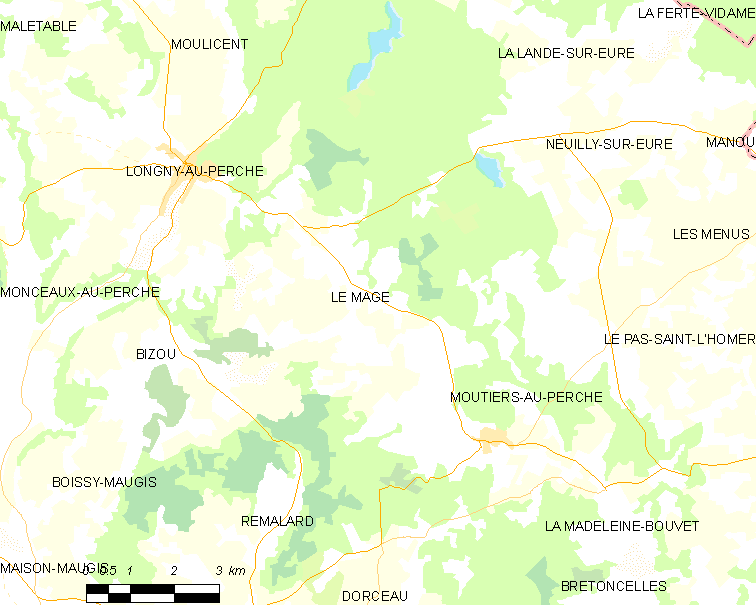
勒马日的OSM定位图

勒马日的时区为UTC+01:00、UTC+02:00（夏令时）。

## 行政
勒马日的邮政编码为61290，INSEE市镇编码为61242。

## 政治
勒马日所属的省级选区为图鲁夫尔欧佩什县。

## 人口

1962-2008年间勒马日人口变化图示

勒马日于2022年1月1日时的人口数量为217人。